# Купреянов, Павел Яковлевич
Па́вел Я́ковлевич Купрея́нов (Куприя́нов) (1789—1874) — русский военный деятель, генерал от инфантерии (с 1851).

## Биография
Родился 4 (15) августа 1789 года в селе Патино Солигаличского уезда Костромской губернии. Отец Яков Дмитриевич Купреянов (1754—1843) отставной поручик, мать — Клеопатра Александровна (1762—1818), была дочерью Александра Михайловича Юрьева и его жены Павлы Матвеевны Лермонтовой.
В 1806 году окончил курс во Втором кадетском корпусе. Служил в лейб-гвардии Финляндском полку, в составе которого принимал участие в кампании 1806—1807 гг, Отечественной войне 1812 года и заграничном походе русской армии. Сражался при Гуттштадте и Гейльсберге, за отличие в сражении под Фридландом награждён орденом Святой Анны 4-й степени. За отличие под Бородино получил золотую шпагу с надписью «За храбрость», а за отличие под Красным орден Святого Владимира 4-й степени с бантом, участвовал во взятии Парижа.
В 1818 году произведён в полковники, в 1826 году в генерал-майоры. В должности командира 2-й бригады 10-й пехотной дивизии участвовал в русско-турецкой войне 1828—1829 гг., был награждён орденом Святой Анны 1-й степени. 25 июня 1829 года был пожалован орденом Святого Георгия 3-й степени.
В воздаяние примерной твердости и мужества, с коими, командуя отрядом в Проводах, выдержал с малым гарнизоном формальную осаду, предпринятую всею армиею верховного визиря.
В 1829 году назначен начальником 9-й пехотной дивизии. В 1831 году в составе корпуса генерала Кайсарова принимает участие в боевых действиях против польских повстанцев, в том числе осаде Замостья. В 1836 году произведён в генерал-лейтенанты.
Как командир 2-го пехотного корпуса участвовал в Венгерском походе. В сражении под Дебреценом ранен в правую ногу, которую пришлось ампутировать. В 1848 году награждён орденом Святого Александра Невского. В 1849 году был назначен членом Военного совета.
Умер от воспаления лёгких 23 марта (4 апреля) 1874 года, похоронен в Лобанове Бронницкого уезда Московской губернии, в благоукрашенной им Знаменской церкви.

## Лобаново
В 1831 году село Лобаново сменило владельца: новым владельцем стал Павел Яковлевич Купреянов. В 1847 году он получил разрешение от Духовной конситории на перестройку трапезной части церкви. Теперь трапезную украсили карнизы в виде поясков в три ряда с уступами от крыши, над её двускатной крышей возвели пять глав с позолочёнными звёздами и восьмиконечными вызолоченными крестами с цепями. Наружные стены с севера и юга украсили изображения св. апостолов, а с востока в небольших нишах под карнизом были помещены иконы Спасителя, Знамения Пресвятой Богородицы и Святителя Николая. Церковь была освящена в 1851 году. На средства Павла Яковлевича Купреянова в 1854 году при Церкви была открыта народная школа, просуществовавшая восемь лет, а в 1862—1874 годах священник Иоанн Васильевич Вершинский безвозмездно обучал ребятишек у себя на дому.

## Семья
Первая жена — Мария Петровна Мальшина (12.02.1803—07.09.1855), дочь богатейшего рязанского купца Петра Алексеевича Мальшина (1752—1821), которому впоследствии было пожаловано дворянство и чин надворного советника; сестра её была замужем за А. Н. Араповым. Брак не был удачным. В Костромском архиве сохранились материалы о нарушении супружеской верности со стороны жены Куприянова со вмешательством Святейшего Синода и императора Николая I, но до развода дело не дошло. Похоронена в имении Мариуполь Корсунского уезда.
Их единственная дочь Варвара (18.10.1823—13.04.1889), с 1833 года воспитывалась в Смольном институте, по окончании которого (1842) жила с отцом в Риге, где вышла замуж (22.04.1844) за Кристиана Генриха Вермана (1814—1874). После смерти старшего сына активно занималась благотворительностью и состояла председательницей  Александровского женского комитета. Последние годы жизни провела в своем богатом имении Мариуполь Корсунского уезда Симбирской губернии, где и была похоронена. Дети — Павел (11.02.1845—14.02.1865), Мария (10.05.1846, Рига— ?; замужем за Альфредом Армитстедом), Сесиль (10.06.1849) и Иван (02.10.1850—1893; за заслуги деда получил право присоединить его фамилию и называться Купреянов-Верман). Ему досталось всё имущество семьи, однако к труду он был не склонен. В 1888 году фирма "Верман и сын" была объявлена банкротом и её активы в Риге пошли с молотка.
Вторая жена — с 15.01.1856 Елена Степановна Хрулёва (1838-после 1916), дочь севастопольского героя.

## Награды
Российские:
- Орден Святой Анны 4-й степени (21.09.1807)
- Золотая шпага с надписью «За храбрость» (19.12.1812)
- Орден Святого Владимира 4-й степени с бантом (03.06.1813)
- Орден Святой Анны 2-й степени (15.09.1813)
- Орден Святой Анны 1-й степени (26.10.1828)
- Орден Святого Владимира 3-й степени (14.03.1829)
- Орден Святого Георгия 3-й степени (25.06.1829)
- Орден Святого Владимира 2-й степени (25.08.1832)
- Знак отличия «За военное достоинство» 2-й степени (1832)
- Императорская корона к ордену Святой Анны 1-й степени (06.12.1833)
- Орден Белого орла (07.09.1839)
- Орден Святого Александра Невского (06.12.1848)

Иностранные:
- Австрийский орден Леопольда, большой крест (1849)